# Nataly Dawn
Natalie Knutsen (født 29. oktober 1986), kendt under sit kunstnernavn Nataly Dawn, er en amerikansk singer-songwriter og musiker. Hun er den ene halvdel af duoen Pomplamoose med sin mand Jack Conte, og hun har udgivet tre studiealbum og flere samarbejdsalbum med andre kunstnere.

## Diskografi

### Studiealbum
| Titel             | Detaljer                                                                                            |
| ----------------- | --------------------------------------------------------------------------------------------------- |
| Her Earlier Stuff | - Udgivet: October 1, 2009 - Pladeselskab: Self-released - Format: Digital download                 |
| How I Knew Her    | - Udgivet: February 12, 2013 - Pladeselskab: Nonesuch Records - Format: Vinyl, CD, digital download |
| Haze              | - Udgivet: October 29, 2016 - Pladeselskab: Nataly Dawn Music - Format: Vinyl, CD, digital download |

### EP'er
| Titel                 | Detaljer                                                                                      |
| --------------------- | --------------------------------------------------------------------------------------------- |
| Easier Said Than Done | - Udgivet: October 1, 2012 - Pladeselskab: Self-released - Format: Digital download           |
| The Coldplay EP       | - Udgivet: March 2, 2017 - Pladeselskab: Self-released - Format: Digital download             |
| For You               | - Udgivet: April 23, 2019 - Pladeselskab: Self-released - Format: Vinyl, CD, digital download |